# Крисчен (округ, Миссури)
Округ Кри́счен (англ. Christian County) — округ штата Миссури, США. Население округа на 2009 год составляло 77 455 человек. Административный центр округа — город Озарк.

## История
Округ Крисчен основан в 1859 году.

## География
Округ занимает площадь 1458,2 км². 14,48 % площади округа занимает единственный национальный лес Миссури — «Марк-Твен».

## Демография
Согласно оценке Бюро переписи населения США, в округе Крисчен в 2009 году проживало 77 455 человек. Плотность населения составляла 53.1 человек на квадратный километр.